# Space Launch System
A Space Launch System, röviden SLS amerikai szupernehéz hordozórakéta, amely felhasználja az űrsikló program alkatrészeit. Ez a rakéta része a NASA mélyűri felfedezési terveinek, beleértve az emberes küldetéseket a Marsra. Az SLS a törölt Constellation programot követi, és a rendszerből kivont űrsiklókat helyettesíti. A NASA 2010-es végrehajtási rendelete egy olyan eszközt vizionál, amely a Constellation program Ares I és Ares V terveit alakítja át egyetlen rakétává, tehát használható asztronauták és rakomány űrbe juttatására is. A terv hasonló, mint az Ares IV rakétáé. Az SLS hajtóereje nagyobb lesz, mint a Saturn V-é, bár a terhelhetősége alacsonyabb. Ha egy másik szupernehéz rakéta, a Starship kifejlesztése sikeres, akkor nem ez a hordozóeszköz lesz a legerősebb, ami valaha készült.
Az SLS teljesítőképességét a küldetések között tovább fejlesztik. A kezdeti Block 1-es verzió tervek szerint 95 tonna rakományt tud majd alacsony Föld körüli pályára állítani, ami növelve lesz a Block 1B verzió és az Exploration Upper Stage megjelenésével. A Block 2 majd az űrsikló programból származó gyorsítórakétákat cseréli le fejlettebb gyorsítórakétákra, és az eredeti terhelhetőséget 130 tonnára növeli. Ezek a fejlesztések megnyitják az utat azelőtt, hogy az SLS asztronautákat vagy rakományt szállítson alacsony Föld körüli pályán túlra: visszatérő pályán a Holdhoz, az Exploration Mission 1 és 2 részeként a Block 1-gyel; a Lunar Orbital Platform-Gateway (LOP-G) elemeit Hold körüli pályára a Block 1B-vel; a Marshoz a Block 2-vel. Az SLS fogja az Orion űrhajót az űrbe juttatni, és ha szükséges, legénységet is tud szállítani a Nemzetközi Űrállomásra. Az SLS a NASA Kennedy Űrközpontjának létesítményeiből startol.

## Tervezés és kivitelezés

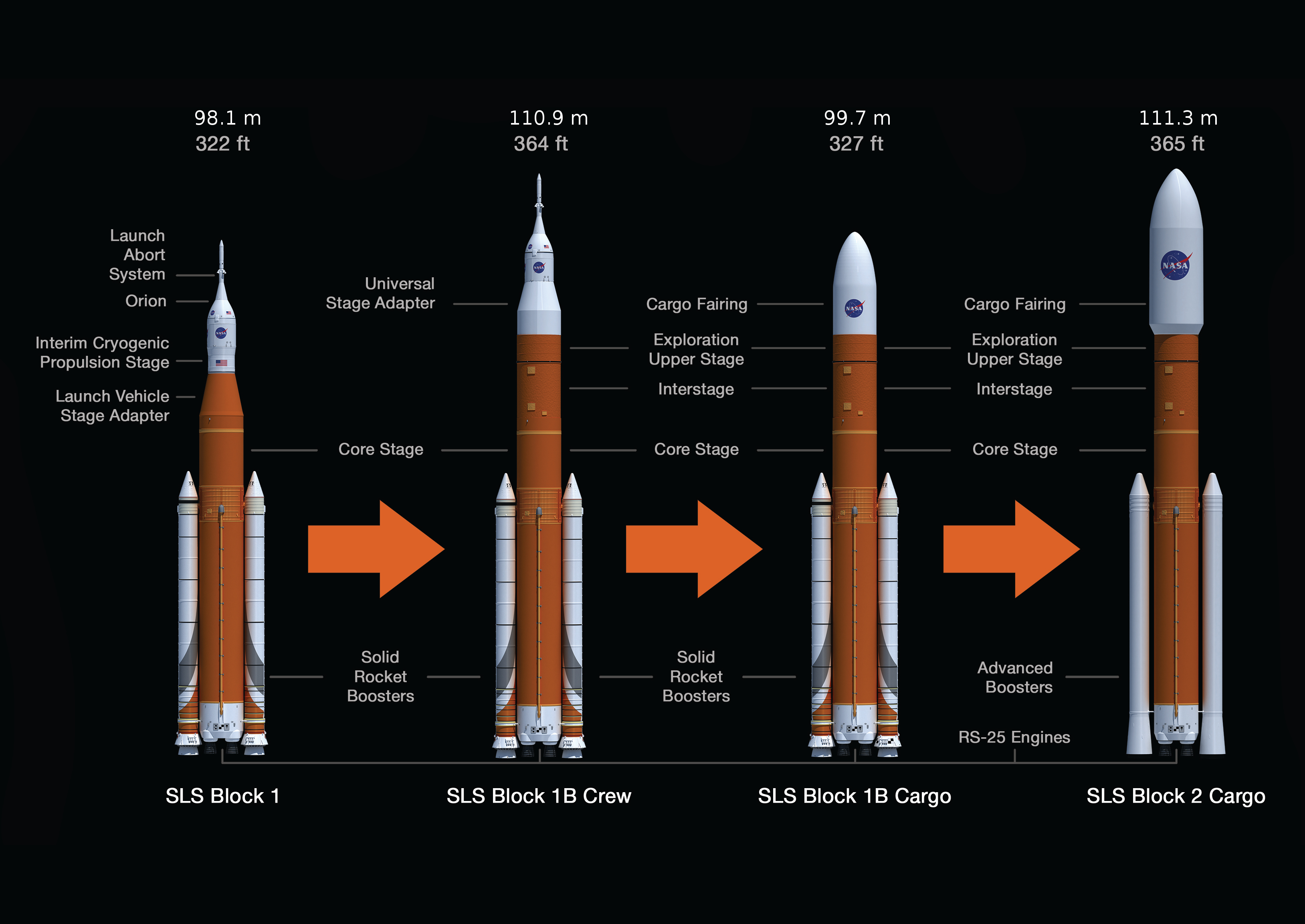
A Space Launch System tervezett fejlesztési vonala

A NASA 2011. szeptember 14-én bejelentette a tervválasztását egy új hordozórakéta-rendszerre, lefektetve azt, hogy az eszköznek, az Orion űrhajóval együtt, képesnek kell lennie az ügynökség asztronautáit messzebb vinni, mint valaha, illetve biztosítania kell az alapkövét az Egyesült Államok további emberes űrkutatási szándékainak.
Az SLS korai munkálataiban több változat elkészítését tervezték, többek között egy Block 0 változatot három főhajtóművel, egy Block 1A változatot, ami a második fokozat helyett a gyorsítórakéták tolóerejében újított volna, valamint egy Block 2 verziót 5 főhajtóművel és egy különböző második fokozattal (Earth Departure Stage), amit akár három J-2X hajtóművel is felszereltek volna. A NASA 2015 februárjában végzett számításai szerint a Block 1 és a Block 1B erősebb tolóerővel rendelkezik, mint ahogyan azt előzetesen eltervezték, így a Block 0 és a Block 1A változatok fejlesztését elvetették.
Három változatát tervezték az SLS hordozórakétának: Block 1, Block 1B és Block 2. Mindegyik ugyanazon első fokozatot fogja használni négy főhajtóművel, de a Block 1B egy erősebb második fokozatot, az Exploration Upper Stage-et (EUS) foglalja magában, a Block 2 pedig az EUS-t és a fejlesztett gyorsítórakétákat kombinálja. A Block 1-es rakéta rakomány kapacitása alacsony Föld körüli pályára 95 tonna, a Block 2-es rakétáé pedig 105 tonna. A Block 2-es terhelhetősége (szintén alacsony Föld körüli pályára) 130 tonna, ami megközelíti a Saturn V teherbírását.
Az SLS 2013. július 31-én engedélyezve lett az Előzetes Tervezési Áttekintésen (Preliminary Design Review). A elemzés megvizsgálta az SLS terveinek összes részletét, nemcsak a rakétát és a gyorsítórakétákat, hanem a földi irányítást és a logisztikai előkészületeket is. A végleges – kulcsfontosságú – engedélyt (Key Decision Point C) 2014. augusztus 7-én kapta meg a projekt és ezzel belépett a teljes körű fejlesztésbe. Az legelső főfokozatra – amely az Artemisz-1 misszióban vesz részt – 2019 novemberében szerelték fel az utolsó főhajtóművet, az elektronika és az avionika felszerelése után a Stennis Űrközpontba lesz szállítva, hogy elvégezzék a Green Run tesztsorozatot. Sorozatos késleltetések után az SLS tervezett tesztrepülésének dátuma – az Artemisz-1 misszió – 2021. április 18.

## Felépítés

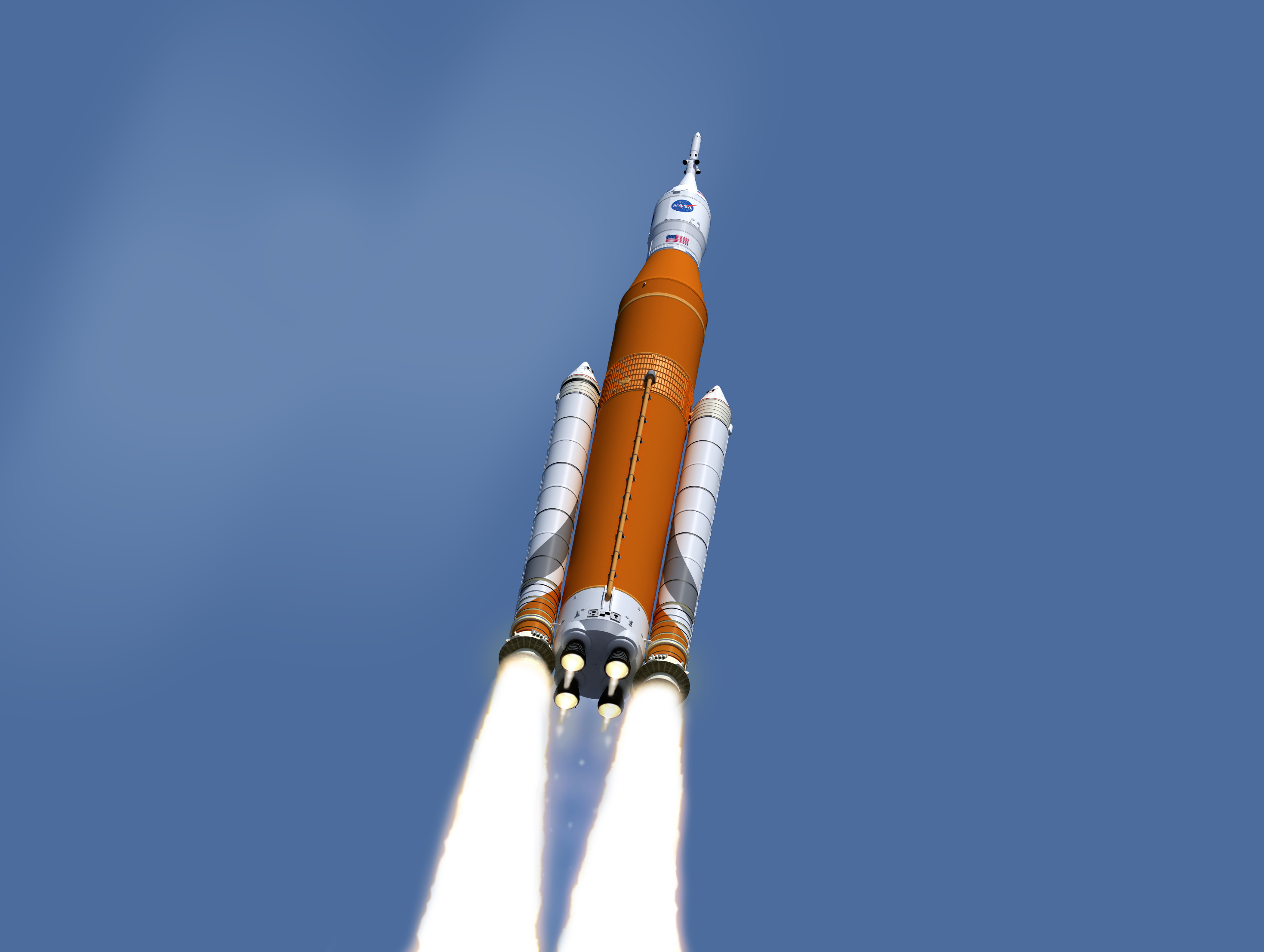
Az SLS Block 1 változata kilövés közben (művészi elképzelés)

### Első fokozat
A Space Launch System első fokozatának átmérője 8,4 méter és négy RS-25 hajtóművet használ. A kezdeti rakétákra módosított RS-25D hajtóműveket szerelnek, amelyek az űrsikló programból maradtak meg. A későbbi kilövésekre egy olcsóbb változatot terveznek, ami már abban a szellemben fog készülni, hogy nem lesz újra felhasználva. A fokozat az űrsikló külső üzemanyagtartályából áll, úgy átalakítva, hogy rá lehessen szerelni a fő meghajtó rendszert (Main Propulsion System) és a felső részén a fokozatközi szerkezetet. A fokozat a Michoud Összeszerelő Üzem (Michoud Assembly Facility) területén készül.

### Gyorsítórakéták

#### Űrsikló programból származtatott gyorsítórakéták
Az SLS Block 1 és a Block 1B változatai kettő, egyenként öt részből álló szilárd hajtóanyagú gyorsítórakétát (SRB) fognak használni, amik az űrsiklók négy részből álló gyorsítórakétáin alapszanak. A változtatások magukban foglalják a középső szegmens hozzáadását, az új avionikát és az új szigetelést, ami megválik a régi azbeszttartalmú szigeteléstől és ami 860 kilogrammal csökkenti a gyorsítórakéta tömegét. Az ötrészes SRB 25%-kal több impulzust biztosít, mint a négyrészes, ellenben ez nem lesz begyűjtve (az űrsikló rakétáival szemben). A gyorsítórakéták gyártója, az Orbital ATK, már sikeresen végrehajtott statikus teszteket az ötrészes gyorsítórakétával. A tesztek bizonyították, hogy a rakéták szélsőséges hőmérsékleteken (4 – 32 °C) is megfelelően működnek, valamint kvalifikálták őket a repülésre.

#### Fejlesztett gyorsítórakéták
A Block 2-es változat már nem az ötrészes gyorsítórakétákat fogja használni, hanem a fejlesztett gyorsítórakétákat. Ez az újítás a az Exploration Upper Stage kifejlesztése után valósul meg. A NASA 2012-ben már azt tervezte, hogy pályázatot (Advanced Booster Competition) ír ki a gyorsítórakéták kivitelezésére. A pályázatra több vállalat különbözőféle konfigurációval jelentkezett:
| Vállalat neve                          | Meghajtás            | Tolóerő                       |
| -------------------------------------- | -------------------- | ----------------------------- |
| Aerojet és Teledyne Brown              | Folyékony meghajtású | 2400 kN gyorsítórakétánként   |
| Alliant Techsystems (ATK)              | Szilárd meghajtású   | 20 000 kN gyorsítórakétánként |
| Pratt & Whitney Rocketdyne és Dynetics | Folyékony meghajtású | 16 000 kN gyorsítórakétánként |

Végül 2014 közepén a Kennedy Űrközpont földi műveletek osztálya arról lett informálva, hogy az SLS egész fejlődése során szilárd hajtóanyagú rakétákat fog használni. A választás pedig az Orbital ATK fejlesztett gyorsítórakétáira esett.

### Felső fokozatok

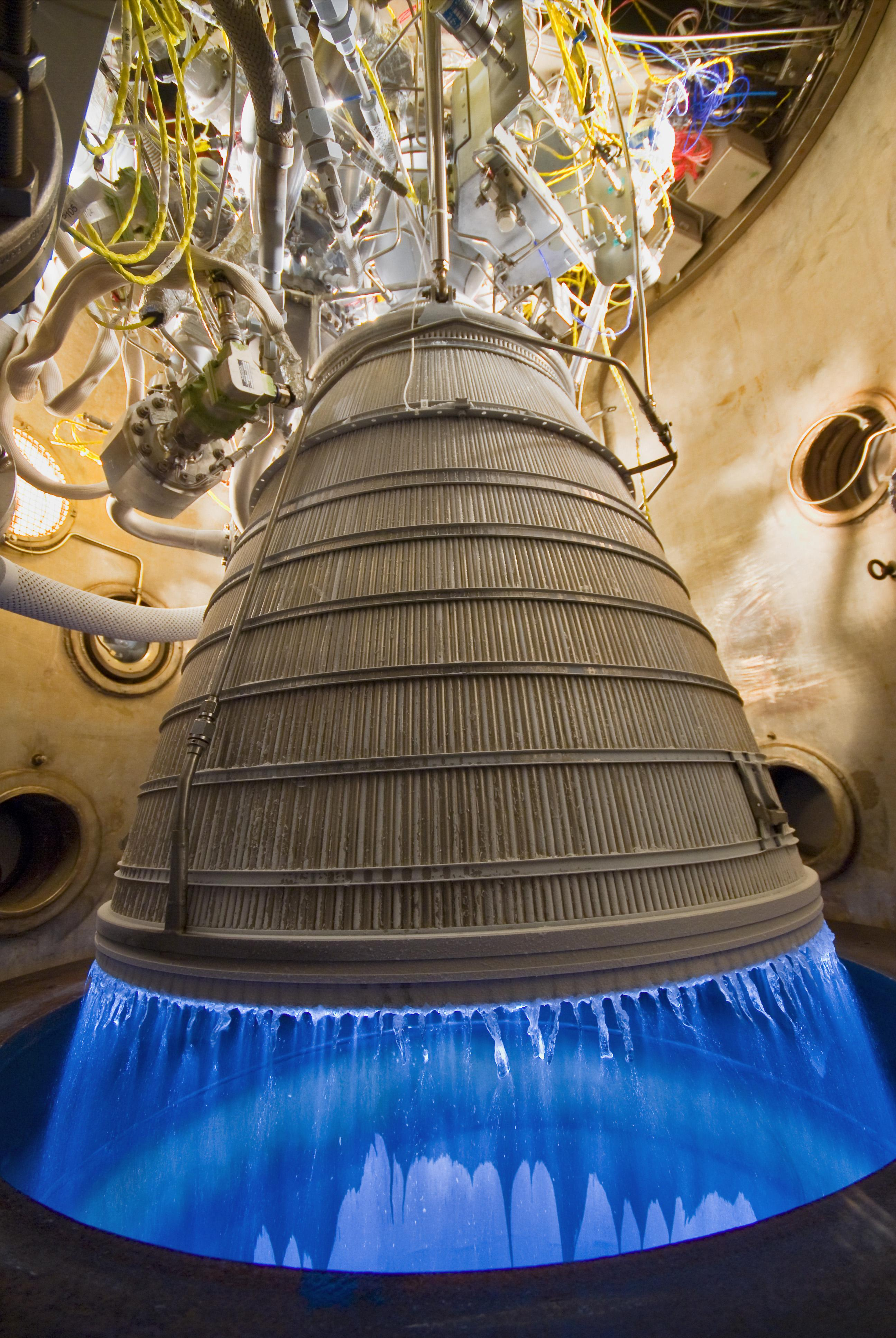
Mind az Átmeneti folyékony-meghajtású fokozat (ICPS), mind az Exploration Upper Stage olyan RL10 hajtóművet fog használni, mint amely a képen látható

#### Átmeneti folyékony-meghajtású fokozat (ICPS)
A Block 1 az Átmeneti folyékony-meghajtású fokozatot (Interim Cryogenic Propulsion Stage) fogja alkalmazni felső fokozataként. A szerkezet egy öt méter átmérőjű átalakított Delta IV felső fokozat (Delta Cryogenic Second Stage), amit egy folyékony hidrogént és folyékony oxigént égető RL10B-2 hajtómű működtet.

#### Exploration Upper Stage (EUS)
Az Exploration Upper Stage a Block 1B és a Block 2 felső fokozata, amelynek átmérője 8,4 méter és meghajtásra négy RL10C-1 hajtóművet használ. Ezek a hajtóművek szintén folyékony hidrogént és folyékony oxigént égetnek el. Az EUS használatával 42%-kal több hasznos terhet lehet juttatni Hold körüli pályára, mint az ICPS-szel.

### Hasznos teher kapacitás
| SLS változat | Hasznos teher              | Hasznos teher       | Hasznos teher    |
| SLS változat | Alacsony Föld körüli pálya | Hold-irányú manőver | Nap körüli pálya |
| ------------ | -------------------------- | ------------------- | ---------------- |
| Block 1      | 95 t                       | 26 t                |                  |
| Block 1B     | 105 t                      | 37 t                |                  |
| Block 2      | 130 t                      |                     | 45 t             |

## Fordítás
- Ez a szócikk részben vagy egészben  a   Space Launch System című angol Wikipédia-szócikk ezen változatának fordításán alapul.  Az eredeti cikk szerkesztőit annak laptörténete sorolja fel. Ez a jelzés csupán a megfogalmazás eredetét és a szerzői jogokat jelzi, nem szolgál a cikkben szereplő információk forrásmegjelöléseként.